# Radikal 166
Radikal 166 mit der Bedeutung „Meile, Dorf“ ist eines von zwanzig traditionellen Radikalen der chinesischen Schrift, die aus sieben Strichen bestehen.
Mit 5 Zeichenverbindungen in Mathews’ Chinese-English Dictionary nimmt es eine sehr geringe Häufigkeit ein.
Das Zeichen für Dorf wird auch als Längenmaß benutzt und entspricht einem halben Kilometer. Seit der Schriftreform von 1958 bedeutet das Zeichen außerdem noch „innen“.
Im zusammengesetzten Zeichen tritt 里 vor allem als Lautträger auf wie in 厘 (= streng), 狸 (= Marder), 理 (= Vernunft), 娌 (= 妯娌 Schwägerinnen), 俚 (= vulgär).
Der untere Teil von 童 (= Kind) ist kein 里, sondern der Rest von 重, das hier als Lautträger fungiert.
量 (= messen) bestand ursprünglich aus 重 und einer Kombination aus 日 (= Sonne) und 乡 (= Land), die als Lautträger diente.

## Schriftzeichenverbindungen, die vom Radikal 166 regiert werden
| Striche | Zeichen |
| ------- | ------- |
| +0      | 里      |
| +02     | 重      |
| +04     | 野      |
| +05     | 量      |
| +11     | 釐      |

 Im Unicodeblock Kangxi-Radikale ist das Radikal 166 unter der Codepointnummer 12.197 (U+2FA5) codiert.